# Peugeot Typ 143

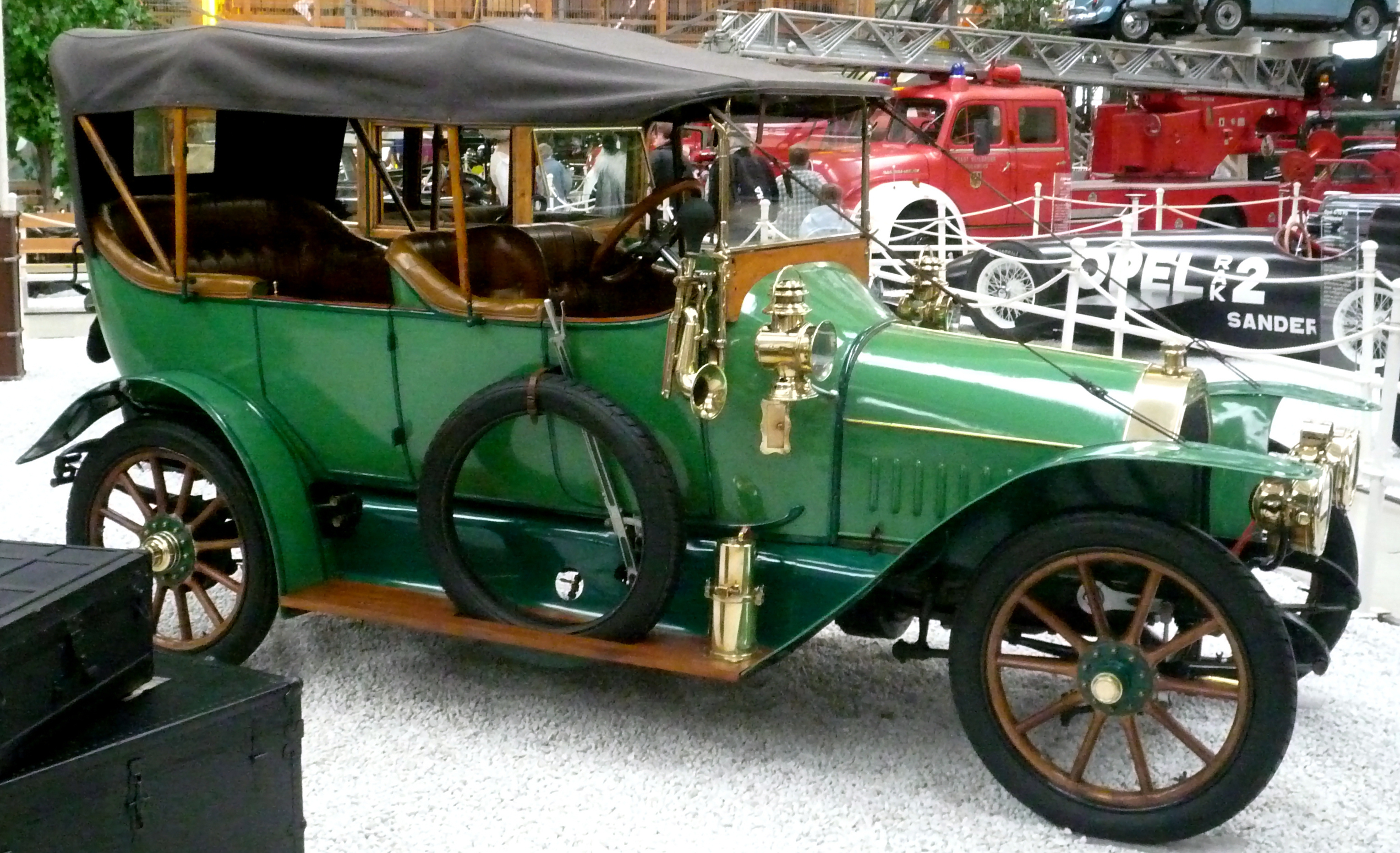
Peugeot 143 im Technik-Museum Speyer

Der Peugeot Typ 143 ist ein frühes Automodell des französischen Automobilherstellers Peugeot, von dem von 1912 bis 1913 im Werk Audincourt 300 Exemplare produziert wurden.
Die Fahrzeuge besaßen einen Vierzylinder-Viertaktmotor, der vorne angeordnet war und über Kardan die Hinterräder antrieb. Der Motor leistete aus 2000 cm³ Hubraum 12 PS.
Bei einem Radstand von 283,9 cm betrug die Spurbreite 125 cm. Die Karosserieform Torpedo bot Platz für vier Personen, der Sportwagen für zwei Personen.